# Lure of Ambition
Lure of Ambition (en español, El cebo de la ambición) es una película de drama muda estadounidense de 1919 dirigida por Edmund Lawrence, y protagonizada por Theda Bara. El largometraje se considera perdido.

## Trama

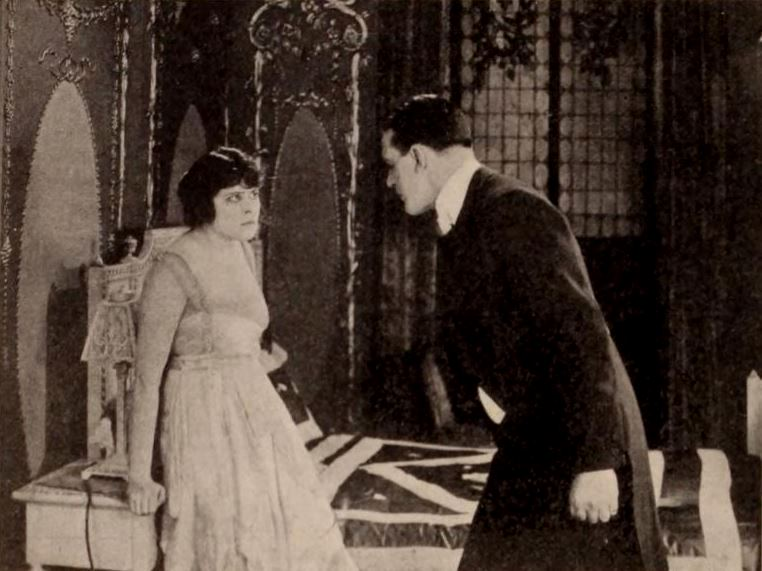
Theda Bara como Olga Dolan en Lure of Ambition.

Olga Dolan es una joven pobre que trabaja como taquígrafa pública en un elegante hotel de Nueva York. Ella atrae a Cyril Ralston, un noble, y después de presentarle a su padre vulgar y su hogar destartalado, Ralston convence a Olga de aceptar un conjunto de habitaciones en el hotel donde encontrarse, con la promesa de que pronto se casará con ella. Sin embargo, regresa a Inglaterra y abandona a Olga, que jura venganza. Va a Inglaterra y empieza a trabajar como secretaria de Lady Constance Bromley. Más tarde, Olga descubre que Ralston es hijo de Bromley y que es un hombre casado . A pesar de que Ralston todavía la persigue al volver a encontrarla, Olga se interesa en otro noble, el duque de Ruthledge, y finalmente se convierte en su secretaria particular, impresionándolo cuando coquetea con un diplomático español para hacerle firmar algunos papeles. Después de que la esposa loca del duque se escape de su habitación aislada en la mansión, ella evita que mate al duque y los intensos celos provocan un ataque al corazón fatal a la agresora, por lo que ya no hay ningún obstáculo para que Olga se case con el duque.

## Reparto
| Nombre del actor    | Nombre del personaje   |
| ------------------- | ---------------------- |
| Theda Bara          | Olga Dolan             |
| Thurlow Bergen      | Duque de Rutledge      |
| William B. Davidson | Cyril Ralston          |
| Dan Mason           | Sylvester Dolan        |
| Ida Waterman        | Duquesa                |
| Amelia Gardner      | Lady Constance Bromley |
| Robert Paton Gibbs  | Miguel López           |
| Dorothy Drake       | Muriel Ralston         |
| Peggy Parr          | Minna Dolan            |
| Tammany Young       | Dan Hicks              |